# تداخلات دارویی گریپ‌فروت و دارو

برخی از آب میوه‌ها و میوه‌ها می‌توانند با داروهای پرشماری تداخل داشته باشند و در بسیاری از موارد عوارض جانبی ایجاد کنند. این اثر بیشتر با گریپ‌فروت و آب گریپ فروت مورد پژوهش قرار گرفته است، اما اثرات مشابهی با برخی دیگر از مرکبات دیده شده است.
این اثر نخستین بار به طور تصادفی در سال ۱۹۹۱ میلادی کشف شد، زمانی که در آزمایش تداخل دارویی با الکل از آب گریپ‌فروت برای پنهان کردن طعم اتانول استفاده شد.  یک بررسی پزشکی در سال ۲۰۰۵ میلادی به بیماران توصیه کرد تا زمانی که پژوهش‌های بیش‌تر خطرات را روشن کند از مصرف آب مرکبات خودداری کنند. در سال ۲۰۰۸ گزارش شد که اثرات مشابهی با آب سیب دیده شده است.
یک گریپ فروت کامل، یا یک لیوان کوچک (۲۰۰ میلی‌لیتر) آب گریپ فروت، می‌تواند باعث مسمومیت با مصرف بیش از حد دارو شود. میوه‌ای که سه روز پیش از دارو مصرف می‌شود هنوز هم می‌تواند تأثیر بگذارد.  خطرات نسبی انواع مختلف مرکبات به طور سیستماتیک مورد پژوهش قرار نگرفته است.  داروهای آسیب‌دیده معمولاً دارای یک برچسب کمکی با این مضمون «با گریپ فروت مصرف نشود» روی ظرف دارند و این تداخل در درون بسته توضیح داده شده است.  همچنین به مردم توصیه می‌شود در مورد تداخلات دارویی از پزشک یا داروساز خود سؤال کنند.
این اثرات توسط فورانوکومارین‌ها (و تا حدی کمتر، فلاونوئیدها) ایجاد می‌شود. این مواد شیمیایی آنزیم‌های کلیدی متابولیسم دارو، مانند سیتوکروم P450 3A4 (CYP3A4) را مهار می‌کنند.  CYP3A4 آنزیم متابولیزه کننده تقریباً ۵۰ درصد داروها است و در کبد و سلول‌های اپی‌تلیال روده کوچک یافت می‌شود.  در نتیجه، بسیاری از داروها تحت تأثیر قرار می‌گیرند.  بسته به این‌که دارو یکی از آن‌ها باشد، مهار آنزیم‌ها می تواند دو اثر متفاوت داشته باشد که شامل متابولیزه شده توسط آنزیم به یک متابولیت غیرفعال است یا توسط آنزیم به یک متابولیت فعال فعال می‌شود.
در وهله اول، مهار آنزیم‌های متابولیزه کننده دارو منجر به افزایش غلظت یک داروی فعال در بدن می‌شود که ممکن است عوارض جانبی ایجاد کند.  برعکس، اگر دارو یک پیش‌دارو باشد، باید متابولیزه شود تا به داروی فعال تبدیل شود.  به خطر انداختن متابولیسم آن، غلظت داروی فعال را کاهش می‌دهد، اثر درمانی آن را کاهش می‌دهد و خطر شکست درمانی را به دنبال دارد.
هنگامی که میوه جذب دارو از روده را سرکوب می‌کند، غلظت پایین دارو نیز می‌تواند ایجاد شود.

## تاریخچه
تأثیر آب گریپ فروت با توجه به جذب دارو در آغاز در سال ۱۹۸۹ میلادی کشف شد. نخستین گزارش بالینی منتشر شده در مورد تداخلات دارویی گریپ فروت در سال ۱۹۹۱ در لنست با عنوان "تداخلات آب مرکبات با فلودیپین و نیفدیپین" بود.

## پلی‌فنول‌ها
مرکبات ممکن است حاوی پلی‌فنول‌های گوناگونی باشند، از جمله نارینژین و فورانوکومارین‌ها، مانند برگاموتین، ۶'،۷'-دی‌هیدروکسی‌برگاموتین و برگاپتن. گریپ‌فروت، پرتقال و نارنج حاوی نارینجین هستند.  فورانوکومارین‌ها ممکن است اثر قوی‌تری نسبت به نارینژین داشته باشند.

## سازوکار
مشتقات آلی فورانوکومارین با آنزیم CYP3A4 کبد و روده تداخل دارد و ممکن است مسئول اثرات گریپ‌فروت بر روی آنزیم باشد.  ایزوفرم‌های سیتوکروم تحت تأثیر اجزای گریپ‌فروت نیز شامل CYP1A2، CYP2C9 و CYP2D6 است. داروهای متابولیزه شده توسط این آنزیم ها ممکن است با مواد شیمیایی مرکبات تداخل داشته باشند.
هنگامی که داروها به صورت خوراکی مصرف می‌شوند، وارد مجرای روده می‌شوند تا در روده کوچک و گاهی در معده جذب شوند. برای این‌که داروها جذب شوند، باید پیش از ورود به گردش خون پورتال کبدی از راه سلول‌های اپی‌تلیال که دیواره لومن را پوشانده‌اند بگذرند تا به صورت سیستمیک در گردش خون توزیع شوند. داروها توسط آنزیم های متابولیزه کننده خاص دارو در سلول‌های اپی‌تلیال متابولیزه می‌شوند. آنزیم های متابولیزه کننده این داروها را به متابولیت تبدیل می‌کنند.  هدف اصلی متابولیسم دارو، سم زدایی، غیرفعال کردن، حل شدن و حذف این داروها است. در نتیجه، مقدار دارو در شکل اصلی خود که به گردش خون سیستمیک می‌رسد به دلیل این متابولیسم عبور اول کاهش می‌یابد.
بسیاری از داروها تحت تأثیر مصرف آب مرکبات قرار می گیرند.  هنگامی که آنزیم متابولیزه کننده مهار شود، مقدار کمتری از دارو توسط آن در سلول‌های اپی‌تلیال متابولیزه می‌شود.  این تداخل به ویژه زمانی خطرناک است که داروی مورد نظر دارای شاخص درمانی پایین باشد، به طوری که افزایش اندک در غلظت خون می‌تواند تفاوت بین اثر درمانی و سمیت باشد.  آب مرکبات اگر به مقدار کم مصرف شود، آنزیم را تنها در درون روده مهار می‌کند.  مهار آنزیم کبدی ممکن است باعث افزایش بیشتر قدرت و نیمه عمر متابولیک طولانی شود (نیمه عمر متابولیک طولانی مدت برای همه روش‌های تجویز دارو). درجه تأثیر میان افراد و میان نمونه‌های آب میوه بسیار متفاوت است و بنابراین نمی‌توان آن را پیشینی به شمار آورد.
مکانیسم دیگر تداخل احتمالاً از راه پروتئین ۲ مرتبط با مقاومت چند دارویی است که در مرز بخش شانه‌ای انتروسیت‌ها جای گرفته است.

## مدت زمان اثر

### تداخلات متابولیسم
تداخلات دارویی گریپ.فروت که بر متابولیسم پیش سیستمیک (یعنی متابولیسمی که پیش از ورود دارو به خون رخ می‌دهد) اثر می‌گذارد، مدت اثر متفاوتی نسبت به تداخلاتی دارد که با مکانیسم‌های دیگر کار می‌کنند، مانند جذب، که در زیر بحث شده است.
این تداخل زمانی بیشتر است که آب میوه با دارو یا حداکثر ۴ ساعت پیش از مصرف دارو مصرف شود.
محل مهار در پوشش روده رخ می‌دهد، نه در درون کبد. این اثرات ماندگار هستند زیرا مهار آنزیم های متابولیزه کننده دارو، مانند CYP3A4، با واسطه گریپ‌فروت، برگشت‌ناپذیر است. یعنی زمانی که گریپ‌فروت آنزیم را شکست، سلول های روده باید مقدار بیشتری از آنزیم تولید کنند تا ظرفیت خود را برای متابولیسم داروهایی که آنزیم برای متابولیسم آن‌ها استفاده می‌شود، بازیابی کند. حدود ۲۴ ساعت طول می کشد تا ۵۰ درصد از فعالیت آنزیم پایه سلولی به دست آید و ۷۲ ساعت طول می‌کشد تا فعالیت آنزیم به طور کامل به حالت اولیه بازگردد. به همین دلیل، صرف جدا کردن مصرف مرکبات و داروهای مصرفی روزانه از تداخل دارویی جلوگیری نمی‌کند.

### تداخلات جذبی
برای داروهایی که به دلیل مهار OATP (پلی پپتیدهای انتقال دهنده آنیون آلی) تداخل دارند، یک دوره زمانی نسبتاً کوتاه برای جلوگیری از این تداخل مورد نیاز است و یک فاصله ۴ ساعته میان مصرف گریپ‌فروت و دارو کافی است.  برای داروهایی که اخیراً در بازار فروخته شده است، داروها دارای صفحات اطلاعاتی (تک نگاری) هستند که اطلاعاتی در مورد هرگونه تداخل احتمالی میان یک دارو و آب گریپ فروت ارائه می‌دهند. از آن‌جایی که شمار فزاینده‌ای از داروهایی وجود دارد که با مرکبات تداخل دارند، بیماران باید پیش از مصرف مرکبات در حین مصرف داروهای خود با داروساز یا پزشک مشورت کنند.

## تداخلات با میوه
گریپ‌فروت تنها عضوی از مرکباتی نیست که می تواند با داروها تداخل داشته باشد.  یک بررسی پزشکی به بیماران توصیه کرد که از تمام مرکبات پرهیز کنند.
سه راه برای بررسی تداخل میوه با داروها وجود دارد:
- آزمایش ترکیب دارو و میوه در انسان
- آزمایش شیمیایی یک میوه برای وجود ترکیبات متقابل پلی‌فنول
- آزمایش یک میوه از نظر ژنتیکی برای ژن های مورد نیاز برای ساخت ترکیبات پلی‌فنول متقابل[۳۱]

نخستین رویکرد شامل خطر برای داوطلبان آزمایشی است.  رویکرد اول و دوم مشکل دیگری دارند: یک رقم میوه را می‌توان دو بار با نتایج متفاوت آزمایش کرد.  بسته به شرایط رشد و پردازش، غلظت ترکیبات پلی‌فنول برهم کنش می‌تواند به‌طور چشمگیری متفاوت باشد. رویکرد سوم به دلیل کمبود دانش درباره ژن‌های مورد نظر با مشکل روبه‌رو می‌شود.

مرکبات بر اساس شباهت ژنتیکی دسته‌بندی شده‌اند. بیش‌تر گونه‌های تجاری مرکبات هیبریدهای سه گونه در گوشه‌های نمودار سه‌گانه هستند و هیبریدهای ژنتیکی متمایز اغلب یک نام مشترک دارند. تولید فوکومارین توسط برخی ارقام هیبریدی به ارث رسیده است. برخی دیگر ژن های تولیدکننده فوکومارین را به ارث نبرده‌اند.

### سایر میوه ها و سبزیجات
این کشف که فلاونوئیدها مسئول برخی از تداخلات هستند، تأثیر پذیری سایر میوه ها و سبزیجات را قابل پذیرش می‌کند.

### آب سیب
آب سیب، به‌ویژه محصولات تجاری تولید شده، با عملکرد OATP تداخل می‌کند. این تداخل می‌تواند جذب انواع داروهای رایج، از جمله مسدودکننده‌های بتا مانند آتنولول، آنتی‌بیوتیک‌هایی مانند سیپروفلوکساسین و آنتی‌هیستامین‌هایی مانند مونته‌لوکاست را کاهش دهد.  آب سیب در تداخل با اتوپوساید، به عنوان یک داروی شیمی‌درمانی، و سیکلوسپورین که توسط بیماران پیوندی برای جلوگیری از پس زدن اندام‌های جدیدشان مصرف می‌شود، دخیل است.

### آب انار
آب انار می‌تواند از عملکرد آنزیم‌های متابولیزه کننده دارو CYP2C9 و CYP3A4 جلوگیری کند.

## داروهای تحت تأثیر
پژوهشگران شماری از داروها را شناسایی کرده‌اند که گریپ‌فروت با آنها واکنش نامطلوب دارد. طبق بررسی انجام شده توسط انجمن پزشکی کانادا، شمار داروهای بالقوه‌ای که می‌توانند با آب گریپ‌فروت تداخل داشته باشند، و شمار انواع میوه‌هایی که می توانند با آن داروها تداخل داشته باشند، افزایش یافته است.  از سال ۲۰۰۸ تا ۲۰۱۲ میلادی، شمار داروهای شناخته شده برای تداخل بالقوه با گریپ فروت، با خطر اثرات مضر یا حتی خطرناک (خونریزی گوارشی، سمیت کلیوی)، از ۱۷ به ۴۳ افزایش یافت.

### ویژگی‌ها
تداخل میان مرکبات و دارو بستگی به داروی فردی دارد و نه به کلاس دارو.  داروهایی که تداخل دارند معمولاً سه ویژگی مشترک دارند: آنها به صورت خوراکی مصرف می‌شوند، معمولاً تنها مقدار کمی وارد گردش خون سیستمیک می شود و توسط CYP3A4 متابولیزه می ‌شوند.  تأثیرات روی CYP3A4 در کبد اصولاً می‌تواند باعث تداخل با داروهای غیرخوراکی شود و اثرات غیرواسطه‌شده با CYP3A4 نیز وجود دارد.
ایزوفرم‌های سیتوکروم تحت تاثیر اجزای گریپ فروت شامل CYP3A4، CYP1A2، CYP2C9 و CYP2D6 می‌باشد.  داروهایی که توسط این آنزیم‌ها متابولیزه می‌شوند ممکن است با اجزای گریپ‌فروت تداخل داشته باشند.
یک راه آسان برای تشخیص اینکه آیا یک دارو ممکن است تحت تأثیر آب گریپ فروت قرار گیرد یا خیر، این است که تحقیق کنید که آیا یک داروی شناخته شده مهارکننده CYP3A4 قبلاً با داروی فعال داروی مورد نظر منع مصرف دارد یا خیر.  نمونه‌هایی از این مهارکننده‌های شناخته شده CYP3A4 شامل سیزاپراید، اریترومایسین، ایتراکونازول، کتوکونازول و میبفرادیل است.

### فهرست داروهای تحت تاثیر

#### توسط آنزیم
داروهایی که با ترکیبات گریپ فروت در CYP3A4 تداخل دارند شامل
- بنزودیازپین‌ها: تریازولام، میدازولام خوراکی (Versed)[۳۸]، نیترازپام خوراکی، دیازپام، کلونازپام[۳۹][۴۰]، آلپرازولام و کوازپام[۴۱]
- ریتوناویر: مهار CYP3A4 از متابولیسم مهارکننده‌های پروتئاز مانند ریتوناویر جلوگیری می‌کند.[۴۲]
- سرترالین[۴۳]
- وراپامیل[۴۴]

داروهایی که با ترکیبات گریپ فروت در CYP1A2 تداخل دارند شامل:
- کافئین[۴۵]

داروهایی که با ترکیبات گریپ فروت در CYP2D6 تداخل دارند شامل
- دکستروآمفتامین[۴۶]
- دکستروآمفتامین (۷۵%)/ لووآمفتامین (۲۵%)[۴۷]
- دکسترومتامفتامین[۴۸]

پژوهش‌هایی در مورد تداخل میان آمفتامین‌ها و آنزیم CYP2D6 انجام شده است و پژوهشگران به این نتیجه رسیدند که برخی از بخش‌های مولکول‌های سوبسترا در اتصال آنزیم نقش دارند.

#### سایر تعاملات
داروهای دیگری که تحت تأثیر آب گریپ‌فروت قرار می‌گیرند شامل، اما محدود به آنها نیستند:
- برخی از استاتین‌ها، از جمله آتورواستاتین[۵۱]، لوواستاتین و سیمواستاتین[۵۲]

در مقابل، پراواستاتین، فلوواستاتین و روزوواستاتین  تحت تأثیر گریپ‌فروت قرار نمی‌گیرند.
- داروهای ضد آریتمی شامل آمیودارون، دروندارون، کینیدین، دیزوپیرامید، پروپافنون و کارودیلول[۵۴]
- آملودیپین: گریپ‌فروت مقدار موجود دارو را در جریان خون افزایش می‌دهد و منجر به افزایش غیرقابل پیش بینی اثرات ضد فشار خون می‌شود.
- داروهای ضد میگرن ارگوتامین (کافرگوت، ارگومار)، آمی‌تریپتیلین و نیمودیپین
- داروهای اختلال نعوظ سیلدنافیل، تادالافیل و واردنافیل
- احتمالاً غلظت استامینوفن/پاراستامول

مصرف پیاپی آب گریپ‌فروت کارایی و فراهمی زیستی استامینوفن/پاراستامول را در مقایسه با یک دوز تک دوز آب گریپ‌فروت کاهش می‌دهد، که برعکس اثربخشی و فراهمی زیستی استامینوفن/پاراستامول را افزایش می‌دهد.
- ضد کرم ها: پرازیکوانتل
- بوپرنورفین: توسط CYP3A4 به نوربوپرنورفین متابولیزه می‌شود[۵۷]
- بوسپیرون: افزایش غلظت و AUC پلاسمایی[۵۸]
- کدئین: پیش‌دارویی است که خواص ضددردی خود را پس از متابولیسم به مورفین به طور کامل توسط CYP2D6 تولید می‌کند.[۵۹]
- سیکلوسپورین: سطوح خونی سیکلوسپورین در صورت مصرف با آب گریپ‌فروت، آب پرتقال یا آب سیب افزایش می یابد.  یک مکانیسم قابل قبول شامل مهار ترکیبی CYP3A4 روده و MDR1 است که به طور بالقوه منجر به عوارض جانبی جدی (مانند سمیت کلیوی) می‌شود. سطوح خونی تاکرولیموس نیز می‌تواند به همان دلیلی که سیکلوسپورین دارد تحت تأثیر قرار گیرد، زیرا هر دو دارو مهارکننده‌های کلسی‌نورین هستند.[۶۰]
- دی‌هیدروپیریدین‌ها شامل فلودیپین، نیکاردیپین، نیفدیپین، نیزولدیپین و نیترندیپین
- ارلوتینیب[۶۱]
- اگزمستان، آروماسین، و در نتیجه تمام ترکیبات شبه استروژن و مهارکننده‌های آروماتاز که عملکرد استروژن را تقلید می‌کنند، در اثر افزایش یافته و باعث افزایش احتباس استروژن و افزایش احتباس دارو می‌شوند.[۶۲]
- اتوپوساید با آب گریپ‌فروت، پرتقال و سیب تداخل دارد.
- غلظت فکسوفنادین به جای افزایش کاهش می‌یابد، همانطور که در مورد بیشتر تداخلات گریپ‌فروت-دارو وجود دارد.[۶۳][۶۴]
- فلووکسامین[۶۵]
- ایماتینیب: احتمال افزایش غلظت پلاسمایی[۶۶]
- کتامین: افزایش جذب کلی[۶۷]
- لووتیروکسین: «آب گریپ‌فروت ممکن است کمی جذب لووتیروکسین را به تأخیر بیندازد، اما به نظر می‌رسد که تأثیر جزئی بر فراهمی زیستی آن دارد.»[توضیحات لازم][۶۸]
- لوزارتان[۶۹]
- متادون: متابولیسم متادون را مهار می‌کند و سطح سرمی را افزایش می‌دهد.[۷۰]
- امپرازول[۷۱]
- اکسی‌کدون: آب گریپ‌فروت قرار گرفتن در معرض اکسی کدون خوراکی را افزایش می‌دهد.[۷۲]
- کوئتیاپین
- رپاگلینید
- تاموکسیفن: تاموکسیفن توسط CYP2D6 به متابولیت فعال آن 4-هیدروکسی تاموکسیفن متابولیزه می‌شود. آب گریپ‌فروت ممکن است به طور بالقوه اثربخشی تاموکسیفن را کاهش دهد.[۷۳]
- ترازودون: تداخل کم یا بدون تداخل با آب گریپ‌فروت.[۷۴]
- وراپامیل: اختلالات هدایت دهلیزی-بطنی.
- وارفارین
- زولپیدم: تداخل کم یا بدون تداخل با آب گریپ‌فروت

| دسته دارویی                           | تداخلات گسترده                                                                                          | تداخلات جزئی |
| ------------------------------------- | --- | --- |
| داروهای ضد آریتمی                     | آمیودارون (Cordarone) دروندارون دوفتیلید (Tikosyn)                                                      | |
| آنتی‌هیستامین‌ها                        | ترفنادین (Seldane) (off the market) دیفن‌هیدرامین (Benadryl) (نسبی) آستمیزول (Hismanal) (off the market) | |
| مسدودکننده کانال کلسیم‌ها              | | فلودیپین (Plendil) نیکاردیپین (Cardene) نیفدیپین (Procardia) نیمودیپین (Nimotop) نیزولدیپین (Sular) ایسرادیپین (DynaCirc) |
| استاتین‌ها                             | سیمواستاتین (Zocor) لوواستاتین (Mevacor)                                                                | آتورواستاتین (Lipitor) سری‌واستاتین (Baycol) (off the market)                                                              |
| ضد سرفه/ِآنتاگونیست‌های NMDA            | دکسترومتورفان                                                                                           | |
| داروهای اختلال نعوظ                   | | سیلدنافیل (Viagra) تادالافیل (Cialis) واردنافیل (Levitra)                                                                 |
| بازدارنده‌های پروتئاز                  | | ساکویناویر (Invirase) ریتوناویر (Norvir) نلفیناویر (Viracept) آمپرناویر (Agenerase)                                       |
| هورمون‌ها                              | | اتینیل استرادیول (Ortho-Cept, many others) متیل پردنیزولون (Medrol)                                                       |
| داروی سرکوب‌کننده سیستم ایمنیs         | | سیکلوسپورین (Sandimmune Neoral) تاکرولیموس (Prograf) سیرولیموس (Rapamune) مرکاپتوپورین                                    |
| آرام‌بخش‌ها، خواب‌آور‌ها و داروی ضداضطراب | بوسپیرون (Buspar)                                                                                       | تریازولام (Halcion) میدازولام (Versed) دیازپام (Valium) زالپلون (Sonata) آلپرازولام (Xanax) کلونازپام (Klonopin) کتامین   |
| دیگر سایکو اکتیوها                    | | کاربامازپین (Tegretol) ترازودون (Desyrel) کوئتیاپین (Seroquel) فلووکسامین (Luvox) نفازودون (Serzone)                      |
| داروهای دیگر                          | سیزاپراید (Prepulsid, Propulsid) ایوابرادین (Corlanor)                                                  | |